# Gyrandra brachycalyx
Gyrandra brachycalyx là một loài thực vật có hoa trong họ Long đởm. Loài này được (Standl. & L.O.Williams) G.Mans. mô tả khoa học đầu tiên năm 2004.